# Walter Britsch
Walter Theodor Britsch (* 14. Januar 1908 in Pforzheim; † 16. Mai 1982 in Bonn) war ein deutscher Beamter im Reichswirtschaftsministerium. Er war unter anderem als Reichstreuhänder für die ehemals Rothschild’schen Vermögen an den „Arisierungsmaßnahmen“ der Nationalsozialisten beteiligt. Nach dem Ende des Zweiten Weltkrieges und der Kapitulation Deutschlands wurde Britsch im westdeutschen Bundeswirtschaftsministerium wieder eingestellt. Er erreichte die Stellung eines Ministerialdigenten.

## Leben und Wirken
Britsch studierte an der Universität Tübingen und gehörte seit 1926 der Burschenschaft Germania Tübingen an. 1932 promovierte er an der Universität Heidelberg. Das Thema seiner Dissertation lautete Der Fremde unter dem Schutz des Völkerrechts. Mitte der 1930er Jahre war er Regierungsrat im Reichswirtschaftsministerium. Durch den einflussreichen Nationalsozialisten (u. a. Beauftragter für den Vierjahresplan) Hermann Göring erfolgte seine Ernennung zum Reichstreuhänder für die ehemals Rothschild’schen Vermögen. Damit war die Beförderung zum Oberregierungsrat verbunden. 1938 war er schon Ministerialrat und „Referent für Arisierungsfragen“. Nach Kriegsende war Britisch bis 1952 in der Privatindustrie tätig. Danach wurde er wieder als Beamter ins Bundeswirtschaftsministerium aufgenommen. Er stieg bis zum Ministerialdirigenten auf. 1971 ging er als Pensionär in den Ruhestand.